# Phacelia malvifolia
Phacelia malvifolia är en strävbladig växtart som beskrevs av Adelbert von Chamisso och Schltdl. Phacelia malvifolia ingår i Faceliasläktet som ingår i familjen strävbladiga växter. Inga underarter finns listade i Catalogue of Life.